# Yoshio Sawai
Yoshio Sawai (泽井启夫 Yoshio Sawai?), Nacido el 14 de marzo de 1977 en Toyohashi, Prefectura de Aichi, es un mangaka japonés conocido por su serie Bobobo-bo Bo-bobo y por la secuela Shinsetsu Bobobo-bo Bo-. Bobobo-bo Bo-bobo fue adaptado a un anime de 76 episodios por el estudio Toei Animation entre 2003 y 2005.

## Carrera
- Debutó en Invierno con su One-shot "Olor de las Montañas: Escena de Combates" 『山中臭活劇』 (aunque también podría traducirse como "El olor del millonario Yamanaka") en la revista Akamaru Jump en el año 2000.
- En el Verano del mismo año presentó un manga de pequeños chistes tipo Shot gag llamado Bobobo-bo Bo-bobo. El One shot se presentó luego en los N°46/N°47 de año 2000 y tras su aceptación por los lectores se publicó el manga entre los N°12 del 2001 hasta el N°37 del 2007 de la revista Shonen Jump, durando así seis años y medio. Mientras tanto, el trabajo se convierte en un éxito la serie animada de televisión de desarrollo multimedia se estrena el 8 de noviembre de 2003 transmitiéndose por TV Asashi. También tuvo un videojuego distribuido por Hudson Yori 7°.
- En el año N°42 del 2008 serializa un nuevo manga de comedia y batallas llamado Chagecha en la revista Shonen Jump. Solo consta de 8 episodios.
- Trabajó con Kazuo Koike en el segundo semestre del 2008, en la novela gráfica Sonjuku.
- En el 2009, empezó a escribir la serie de "Cho Kirarin" como una de las colecciones de libros para niños (Shueisha). También trabajó en el diseño de vestuario para "Phantasy Star Portable 2" para PSP.
- En el 2011 inició la serie "Don Patch! Gently" 『ふわり!どんぱっち』 en el primer número de la revista Saikyō Jump 『最強ジャンプ』.

## Perfil
Él ha parodiado muchas de las obras más representativas de la revista siendo entre ellas: Kinnikuman, Dragon Ball, Eyeshield 21 y Majin Tantei Nogami Neuro y Calimero. Además hizo colaboraciones en otras obras como Death Note y Dragon Ball y Kochikame activa era ligeramente (Sawai Yoshio en el episodio "super Dongfeng tortuga", por ejemplo, se hizo la planificación y ejecución de la colaboración del manga de "Aquí la Estación de Policía Katsushika Kameari Koenmae" con Koji Oishi).
En el año 2005 Yoshio Sawai habló sobre su experiencia con un chico en un hospital: Tuve la alegría de conocer a uno de los más grandes fanáticos de Bobobo-bo Bo-bobo, conocí a este chico que padece de Adrenoleucodistrofia (una enfermedad incurable) en el hospital de Nagoya. Tuve una cara a cara con él durante un corto periodo de tiempo de aproximadamente dos horas, contar historias en voz alta del libro y muchos autógrafos fueron las cosas que me pidió, reímos mucho en la visita. Esto se debió a la campaña "Make A-Wish" de Japón.
Desde temprana edad tuve la motivación de poder dibujar manga y mi primera idea fue la de hacer uno de comedia sin embargo yo no tenía una idea muy clara de qué dibujar o de cómo dibujar, de hecho mi estilo de dibujo era bastante pobre. Con el concepto de la comedia que tenía decidí dibujar bajo el conocimiento de "imagen sucia" porque pensé que sería divertido, después de un tiempo me di cuenta de que mis dibujos eran bastante sucios y la historia también había decaído, estaba en mal estado así que le agregué muchísimos chistes, pensé: "Tal vez sea suficiente para sacarle la risa a los demás de todos modos".

## Listado de series
- Bobobo-bo Bo-bobo (ボボボーボ・ボーボボ) [2001-2005, Shueisha]
- Shinsetsu Bobobo-bo Bo-bobo (真説ボボボーボ・ボーボボ) [2005-2007, Shueisha]
- Bobobo-bo Bo-bobo-Book
- Bobobo-bo Bo-bobo (Historias varias)
- Chagecha (チャゲチャ) [2009, Shueisha]
- Don Patch! Gently (ふわり!どんぱっち) [01/2012, Shueisha]

## Libro Ilustrado
- Ghost Fiesta Kirarincho (キラリンチョのおばけフェスタ)

## Asistente
- Yūsei Matsui